# Marinus Fuit
Marinus Fuit (Koog aan de Zaan, 12 maart 1934) is een Nederlands beeldend kunstenaar.

## Biografie
Marinus Fuit, woonachtig in Haarlem, ontwikkelde zich als tekenaar-schilder autodidactisch. Een opleiding tot lithograaf aan de Amsterdamse Grafische School legde de technische basis voor zijn grafiek. In 1967 had hij zijn eerste solo-expositie in Amsterdam waarna vele solo- en groepstentoonstellingen door heel Nederland volgden.

## Werk
Na aanvankelijke kubistische en ook wel surrealistische invloeden te hebben verwerkt, kon Fuit halverwege de jaren zestig zijn beeldtaal niet meer in de vorige generaties kwijt en ontwikkelde zijn werk zich tot een zeer eigen uiting van het absurde in de nieuwe figuratie.
Fuit schildert suggestieve voorstellingen die uit verschillende, aan de werkelijkheid ontleende elementen worden opgebouwd. Het zijn grote composities met heldere, overwegend primaire kleuren. De vormen zijn herkenbaar uit het dagelijkse leven. Je treft er flatgebouwen, schuttingen, een zee, blauwe lucht, lege balkons, een paaltje aan en ze worden fijntjes uitgevoerd in heldere composities die als een wiskundige uitwerking met strenge vormen en kleuren getoond worden. De mensfiguren, die aanvankelijk een rol speelden, zijn inmiddels uit zijn werk verdwenen. Het accent is geleidelijk aan verlegd naar objecten op zichzelf, die zodanig zijn verbeeld, dat ze een eigen leven lijken te leiden, als het ware afgesloten van de tijd. Deze objecten zijn dikwijls gesitueerd in de kuststrook tegen staalblauwe luchten. Het werk vormt de neerslag van existentiële ervaringen met metafysische reikwijdte.
Zijn zeer gedisciplineerde techniek is vooral gebaseerd op exact tekenen. Hij gebruikt aquarelverf, gouacheverf en Oost-Indische inkt.

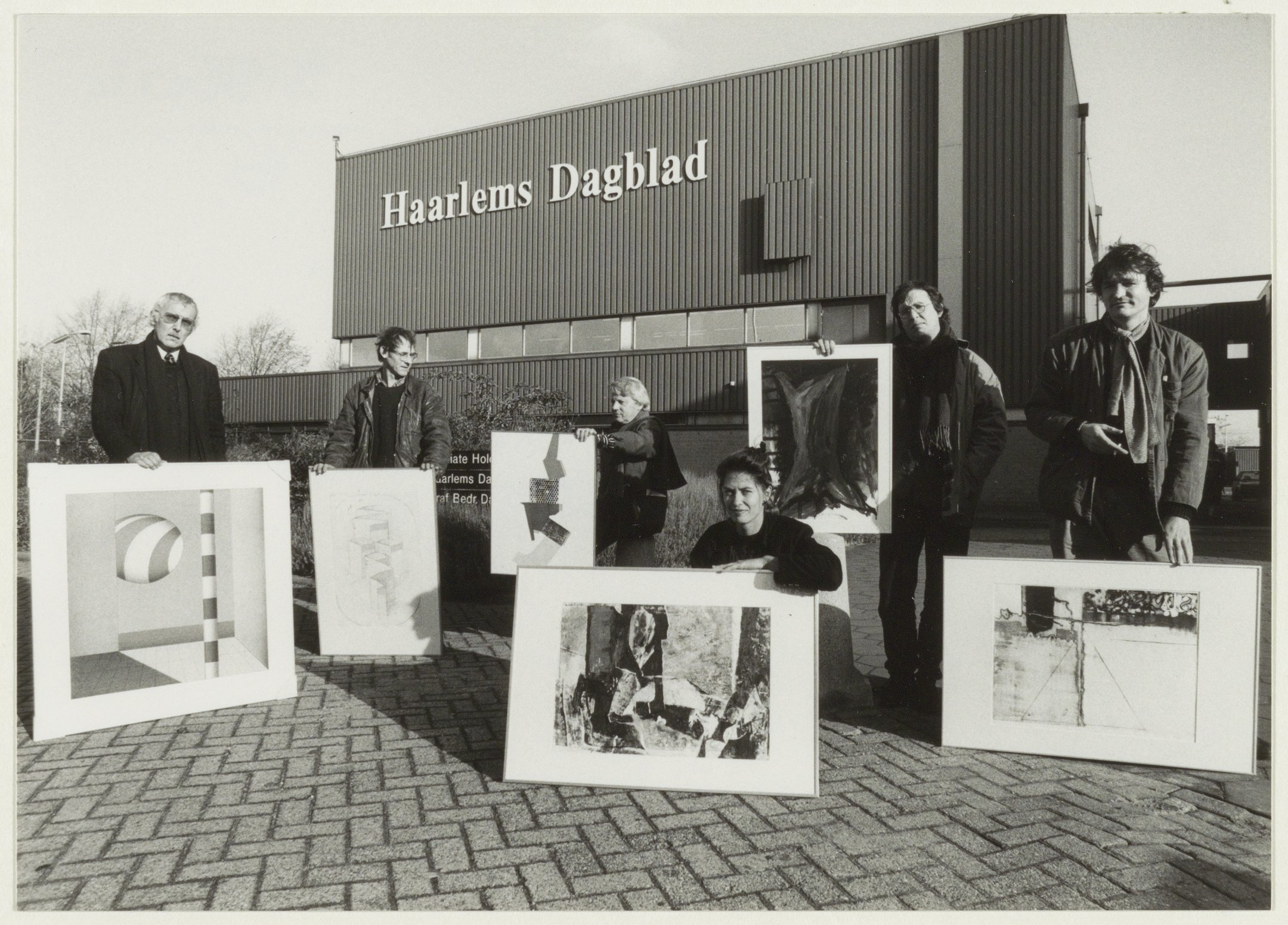
Kunstenaars poseren met hun door het Haarlems Dagblad aangekochte kunstwerken i.v.m. de Grafische Week Haarlem. Staand v.l.n.r. Marinus Fuit, Jan Verburg, Willem Snitker, Erik Prins en Jan Willem Post, 1989

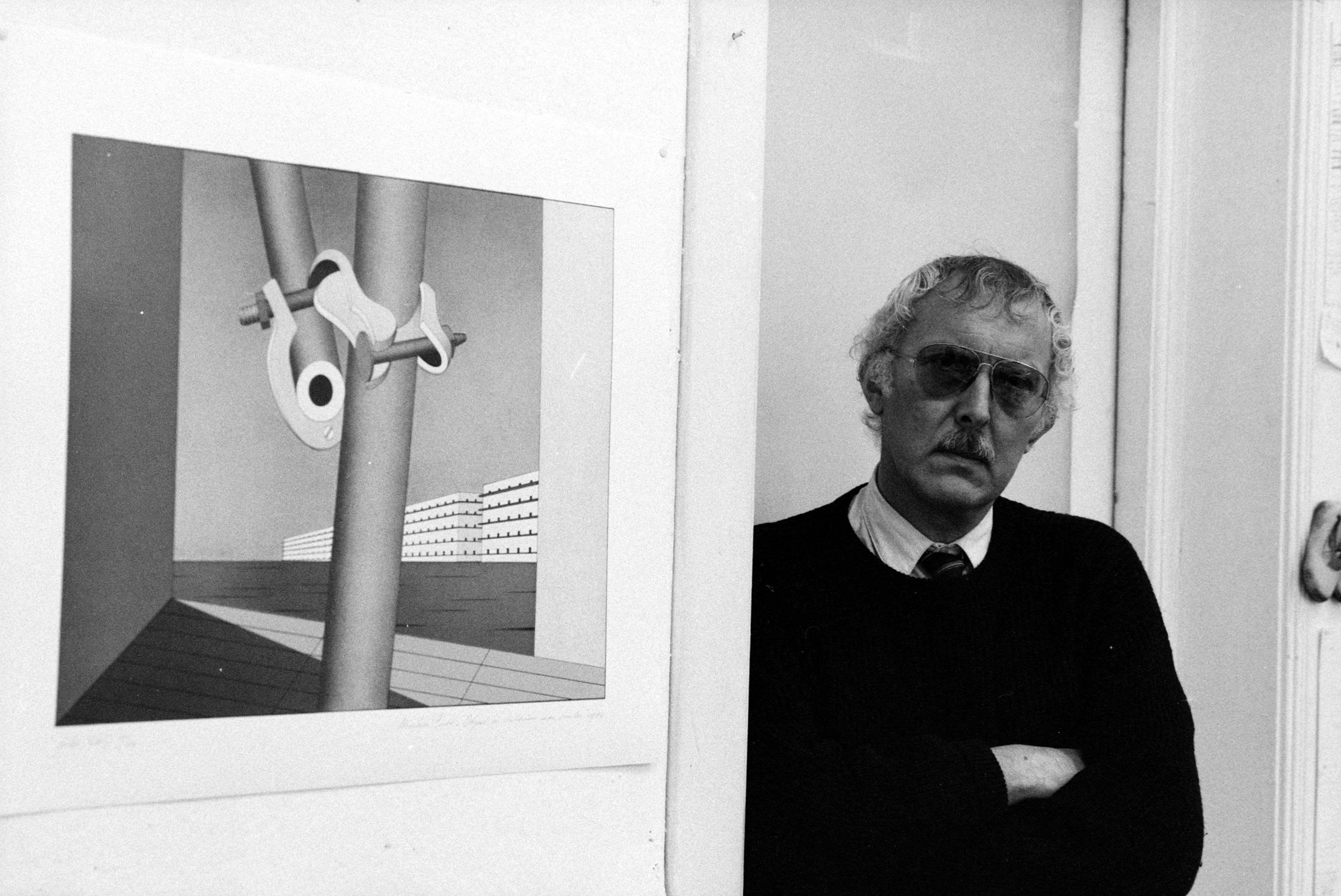
Marinus Fuit bij z'n werk in Haarlem, 1991

Het werk van Fuit is moeilijk in een hokje te plaatsen. Vergelijkingen die gemaakt worden, zijn in de richting van (magisch)realistisch en surrealistisch, waarbij het werk van Giorgio de Chirico nogal eens genoemd wordt. In de Nederlandse beeldende kunst neemt het werk van Marinus Fuit een eigen positie in. Een belangrijke plaats, die onderstreept wordt door het feit dat zijn werk in diverse (museale) collecties opgenomen is, waaronder:
- Stedelijk Museum, Amsterdam
- Museum Arnhem
- Stedelijk Museum Breda
- Frans Hals Museum/ De Hallen, Haarlem
- Teylers Museum, Haarlem
- Purmerends Museum
- Stedelijk Museum Roermond, Roermond
- Stedelijk Museum Schiedam, Schiedam
- Museum van Bommel van Dam, Venlo
- Collectie Provincie Noord-Holland
- rijkscollectie in beheer bij Rijksdienst voor het Cultureel Erfgoed

In 2020 vond de overdracht van 14 grootformaatwerken uit het kernoeuvre van Marinus Fuit aan het Frans Hals Museum/ De Hallen plaats. Bij die gelegenheid werden er onder meer lovende woorden gesproken door Ann Demeester, voormalig directeur van het Frans Hals Museum, en Melanie Bühler, voormalig conservator hedendaagse kunst. Beide toespraken zijn te lezen via *note1. Een aantal representatieve werken die het museum reeds bezit, werd aangevuld met kernwerken uit het oeuvre van Fuit. Het resultaat is een representatief en veelzijdig overzicht van 22 kunstwerken van deze kunstenaar, dat uniek is binnen Nederland.

## Erkenning
- 1971/'73/ '78: Europaprijs voor Schilderkunst van de Stad Oostende (bronzen medailles)
- Jacob Hartogprijs 1979
- Materiaalprijs "De Nieuwe Haagse Salon" 1988
- Jacob Hartogprijs 2002
- Jannie Sipkesprijs 2003
- Jeanne Oosting Prijs 2007

Vanwege zijn belangrijke bijdrage aan de ontwikkelingen in de figuratieve kunst is Marinus Fuit in 2011 benoemd tot Ridder in de Orde van Oranje-Nassau.

## Stichting
Sinds 2009 bestaat de stichting Marinus Fuit. De stichting heeft tot doel om de kunst van Fuit te promoten en meer publiek te maken.
Het bestuur wordt gevormd door kunstliefhebbers en bewonderaars van het werk van Marinus Fuit: voorzitter Pieter Heiliegers (burgemeester), Edwin Kossen, Aart van der Kuijl (kunsthistoricus en tentoonstellingsmaker) en Erik Somers (cultuurhistoricus). Onder de oud-bestuursleden bevonden zich kunstcriticus Frans Duister, van de oprichting tot zijn overlijden in 2010, Marlène Fuit (familie van de kunstenaar), van 2009 tot zomer 2018, en Alexander de Bruin (kunsthistoricus en conservator) 2018-2022.